# 第72回全日本大学バスケットボール選手権大会
第72回全日本大学バスケットボール選手権大会（だい72かい ぜんにほんだいがくバスケットボールせんしゅけんたいかい）は、2020年12月7日から13日まで7日間にわたって国立代々木競技場第二体育館ならびに大田区総合体育館で行われた全日本大学バスケットボール選手権大会。
新型コロナウイルスの流行に伴い、今大会は無観客で開催された。

## 日程
- 12月7日 - 男女1回戦
- 12月8日 - 男女1回戦
- 12月9日 - 男子1回戦・女子2回戦
- 12月10日 - 男子2回戦・女子準々決勝
- 12月11日 - 男子準々決勝・女子5〜8位決定戦・女子準決勝
- 12月12日 - 男子5〜8位決定戦・男子準決勝・女子順位決定戦・女子決勝
- 12月13日 - 男子順位決定戦・男子決勝・閉会式

## 会場
- 代々木第二体育館
- 大田区総合体育館

## 出場校

### 男子
北海道・東北
- 北海道1位 星槎道都大学（8年ぶり16回目）
- 北海道2位 東海大学札幌（2年ぶり7回目）
- 東北1位 岩手大学（3年ぶり14回目）
- 東北2位 東北学院大学（5年連続53回目）

関東
- 関東1位 東海大学（21年連続28回目）
- 関東2位 大東文化大学（5年連続28回目）
- 関東3位 筑波大学（72年連続72回目）
- 関東4位 白鷗大学（10年連続12回目）
- 関東5位 日本体育大学（3年連続59回目）
- 関東6位 専修大学（36年連続55回目）
- 関東7位 青山学院大学（38年連続44回目）
- 関東8位 日本大学（6年連続67回目）
- 関東9位 中央大学（2年連続58回目）
- 関東10位 早稲田大学（6年連続64回目）
- 関東11位 明治大学（2年ぶり66回目）
- 関東12位 明星大学（初出場）

北信越・東海
- 北信越1位 北陸大学（初出場）
- 東海1位 中京大学（4年連続55回目）
- 東海2位 名古屋学院大学（6年連続9回目）
- 東海3位 静岡産業大学（3年ぶり2回目）

近畿
- 関西1位 近畿大学（4年連続54回目）
- 関西2位 天理大学（2年連続22回目）
- 関西4位 京都産業大学（6年連続47回目）
- 関西5位 龍谷大学（18年ぶり2回目）

中国・四国
- 中国1位 徳山大学（6年連続15回目）
- 四国1位 松山大学（4年連続29回目）

九州
- 九州1位 福岡大学（3年連続49回目）
- 九州2位 東海大学九州（3年ぶり17回目）
- 九州3位 九州共立大学（3年連続4回目）

#### 棄権した出場校
- 北信越2位 富山大学（2年ぶり10回目）[3]
- 関西3位 大阪学院大学（9年連続11回目）[3]
- 中国2位 広島大学（2年連続26回目）

### 女子
北海道・東北
- 北海道1位 札幌学院大学（3年連続3回目）
- 北海道2位 北翔大学（7年連続40回目）
- 東北1位 山形大学（4年ぶり33回目）
- 東北2位 仙台大学（4年連続18回目）

関東
- 関東1位 白鷗大学（25年連続25回目）
- 関東2位 東京医療保健大学（9年連続9回目）
- 関東3位 筑波大学（66年連続66回目）
- 関東4位 拓殖大学（16年連続20回目）
- 関東5位 日本体育大学（10年連続65回目）
- 関東6位 山梨学院大学（4年連続7回目）
- 関東7位 専修大学（37年連続37回目）
- 関東8位 早稲田大学（30年連続32回目）
- 関東9位 松蔭大学（5年連続18回目）
- 関東10位 日本女子体育大学（2年ぶり60回目）
- 関東11位 順天堂大学（3年連続14回目）

北信越
- 北信越1位 北陸大学（4年連続4回目）
- 北信越2位 新潟医療福祉大学（2年連続12回目）

東海
- 東海1位 愛知学泉大学（40年連続63回目）
- 東海2位 名古屋学院大学（2年連続4回目）
- 東海3位 静岡産業大学（初出場）
- 東海4位 中部大学（初出場）

近畿
- 関西1位 大阪人間科学大学（44年連続44回目）
- 関西2位 大阪体育大学（51年連続51回目）
- 関西3位 関西学院大学（2年連続9回目）
- 関西4位 立命館大学（9年連続25回目）
- 関西5位 武庫川女子大学（36年連続55回目）

中国・四国
- 中国1位 倉敷芸術科学大学（4年連続7回目）
- 四国1位 松山大学（2年ぶり11回目）

九州
- 九州1位 日本経済大学（5年連続5回目）
- 九州2位 福岡大学（9年ぶり17回目）
- 九州3位 鹿屋体育大学（28年連続33回目）

#### 棄権した出場校
- 中国2位 広島大学（2年ぶり39回目）

## 試合結果
- Y…代々木第二体育館
- O…大田区総合体育館（A・B）

### 男子
1回戦
| 日時     | Y                              | OA                   |
| -------- | ------------------------------ | -------------------- |
| 7日10:00 | 徳山大 81 - 87 中京大          | ー                   |
| 7日12:00 | 福岡大 77 - 73 北陸大          | ー                   |
| 7日14:00 | 九州共立大 62 - 76 天理大      | ー                   |
| 7日16:00 | 筑波大 92 - 52 東海大九州      | ー                   |
| 7日18:00 | 龍谷大 40 - 68 大東文化大      | 明治大 20 - 0 富山大 |
| 8日10:00 | 明星大 20 - 0 大阪学院大       | ー                   |
| 8日12:00 | 静岡産業大 55 - 88 近畿大      | ー                   |
| 8日14:00 | 東海大 101 - 66 星槎道都大     | ー                   |
| 8日16:00 | 名古屋学院大 44 - 77 専修大    | ー                   |
| 8日18:00 | 東海大札幌 50 - 102 白鷗大     | ー                   |
| 9日10:00 | 早稲田大 120 - 49 松山大       | ー                   |
| 9日12:00 | 広島大 0 - 20 中央大           | ー                   |
| 9日14:00 | 岩手大 66 - 119 日本大         | ー                   |
| 9日16:00 | 青山学院大 104 - 47 東北学院大 | ー                   |
| 9日18:00 | 日本体育大 88 - 78 京都産業大  | ー                   |

2回戦
| 日時      | OA                        | OB                        |
| --------- | ------------------------- | ------------------------- |
| 10日10:00 | 青山学院大 77 - 68 中央大 | ー                        |
| 10日10:30 | ー                        | 明星大 69 - 116 専修大    |
| 10日12:00 | 福岡大 51 - 84 大東文化大 | ー                        |
| 10日12:30 | ー                        | 筑波大 66 - 60 中京大     |
| 10日14:00 | 早稲田大 85 - 79 日本大   | ー                        |
| 10日14:30 | ー                        | 日本体育大 67 - 71 近畿大 |
| 10日16:00 | 東海大 86 - 62 天理大     | ー                        |
| 10日16:30 | ー                        | 明治大 62 - 72 白鷗大     |

準々決勝
| 日時      | Y                             | O                     |
| --------- | ----------------------------- | --------------------- |
| 11日14:00 | 青山学院大 47 - 61 大東文化大 | 東海大 70 - 52        |
| 11日16:00 | 筑波大 64 - 60 専修大（OT）   | 近畿大 52 - 69 白鷗大 |

5〜8位決定戦
| 日時      | O                         |
| --------- | ------------------------- |
| 12日10:00 | 早稲田大 66 - 75 近畿大   |
| 12日12:00 | 専修大 64 - 62 青山学院大 |

準決勝
| 日時      | O                               |
| --------- | ------------------------------- |
| 12日14:00 | 筑波大 62 - 59 大東文化大（OT） |
| 12日16:00 | 東海大 83 - 62 白鷗大           |

7位決定戦
| 日時      | Y                           |
| --------- | --------------------------- |
| 13日10:00 | 早稲田大 61 - 62 青山学院大 |

5位決定戦
| 日時      | Y                           |
| --------- | --------------------------- |
| 13日12:00 | 近畿大 71 - 70 専修大（OT） |

3位決定戦
| 日時      | Y                         |
| --------- | ------------------------- |
| 13日14:00 | 白鷗大 65 - 47 大東文化大 |

決勝
| 日時      | Y                     |
| --------- | --------------------- |
| 13日16:00 | 東海大 75 - 57 筑波大 |

### 女子
1回戦
| 日時     | OA                                | OB                                |
| -------- | --------------------------------- | --------------------------------- |
| 7日10:00 | 早稲田大 88 - 59 鹿屋体育大       | ー                                |
| 7日10:30 | ー                                | 松山大 33 - 118 愛知学泉大        |
| 7日12:00 | 筑波大 88 - 58 立命館大           | ー                                |
| 7日12:30 | ー                                | 武庫川女子大 57 - 84 松蔭大       |
| 7日14:00 | 山梨学院大 74 - 72 名古屋学院大   | ー                                |
| 7日14:30 | ー                                | 広島大 0 - 20 東京医療保健大      |
| 7日16:00 | 白鷗大 134 - 79 中部大            | ー                                |
| 7日16:30 | ー                                | 山形大 46 - 93 専修大             |
| 8日10:00 | 拓殖大 111 - 49 北翔大            | ー                                |
| 8日10:30 | ー                                | 札幌学院大 67 - 94 大阪人間科学大 |
| 8日12:00 | 倉敷芸術科学大 49 - 98 日本体育大 | ー                                |
| 8日12:30 | ー                                | 順天堂大 67 - 60 静岡産業大       |
| 8日14:00 | 日本経済大 78 - 64 関西学院大     | ー                                |
| 8日14:30 | ー                                | 仙台大 64 - 113 大阪体育大        |
| 8日16:00 | 新潟医療福祉大 73 - 79 福岡大     | ー                                |
| 8日16:30 | ー                                | 日本女子体育大 93 - 64 北陸大     |

2回戦
| 日時     | OA                                | OB                            |
| -------- | --------------------------------- | ----------------------------- |
| 9日11:00 | 早稲田大 71 - 83 愛知学泉大       | ー                            |
| 9日11:30 | ー                                | 拓殖大 86 - 73 大阪人間科学大 |
| 9日13:00 | 筑波大 74 - 57 松蔭大             | ー                            |
| 9日13:30 | ー                                | 順天堂大 49 - 81 日本体育大   |
| 9日15:00 | 山梨学院大 66 - 94 東京医療保健大 | ー                            |
| 9日15:30 | ー                                | 日本経済大 66 - 71 大阪体育大 |
| 9日17:00 | 白鷗大 85 - 51 専修大             | ー                            |
| 9日17:30 | ー                                | 日本女子体育大 78 - 67 福岡大 |

準々決勝
| 日時      | Y                                  |
| --------- | ---------------------------------- |
| 10日11:00 | 大阪体育大 51 - 101 東京医療保健大 |
| 10日13:00 | 筑波大 80 - 68 日本体育大          |
| 10日15:00 | 白鷗大 84 - 61 日本女子体育大      |
| 10日17:00 | 拓殖大 89 - 71 愛知学泉大          |

5〜8位決定戦
| 日時      | O                                 |
| --------- | --------------------------------- |
| 11日10:00 | 日本女子体育大 70 - 80 愛知学泉大 |
| 11日12:00 | 日本体育大 77 - 92 大阪体育大     |

準決勝
| 日時      | Y                             |
| --------- | ----------------------------- |
| 11日10:00 | 筑波大 48 - 81 東京医療保健大 |
| 11日12:00 | 白鷗大 87 - 60 拓殖大         |

7位決定戦
| 日時      | Y                                 |
| --------- | --------------------------------- |
| 12日10:00 | 日本女子体育大 45 - 65 日本体育大 |

5位決定戦
| 日時      | Y                             |
| --------- | ----------------------------- |
| 12日12:00 | 愛知学泉大 62 - 81 大阪体育大 |

3位決定戦
| 日時      | Y                     |
| --------- | --------------------- |
| 12日14:00 | 拓殖大 50 - 68 筑波大 |

決勝
| 日時      | Y                             |
| --------- | ----------------------------- |
| 12日16:00 | 白鷗大 50 - 73 東京医療保健大 |

## 順位
| 順位   | 男子         | 男子         | 女子             | 女子         |
| 順位   | 大学名       | 備考         | 大学名           | 備考         |
| ------ | ------------ | ------------ | ---------------- | ------------ |
| 優勝   | 東海大学     | 2年ぶり6回目 | 東京医療保健大学 | 4年連続4回目 |
| 準優勝 | 筑波大学     |              | 白鷗大学         |              |
| 3位    | 白鷗大学     |              | 筑波大学         |              |
| 4位    | 大東文化大学 |              | 拓殖大学         |              |
| 5位    | 近畿大学     |              | 大阪体育大学     |              |
| 6位    | 専修大学     |              | 愛知学泉大学     |              |
| 7位    | 青山学院大学 |              | 日本体育大学     |              |
| 8位    | 早稲田大学   |              | 日本女子体育大学 |              |

## 表彰
| タイトル     | 男子                 | 男子                            | 男子                        | 女子                             | 女子                   | 女子                        |
| タイトル     | 選手名               | 所属                            | 備考                        | 選手名                           | 所属                   | 備考                        |
| ------------ | -------------------- | ------------------------------- | --------------------------- | -------------------------------- | ---------------------- | --------------------------- |
| 得点王       | 山口颯斗             | 筑波大№27、4年                  | 67点                        | バイ・クンバディヤサン           | 拓殖大№23、3年         | 80点                        |
| 3P王         | 河村勇輝 星野京介    | 東海大№5、1年 大東文化大№3、3年 | 6本                         | 吉田舞衣                         | 拓殖大№14、4年         | 9本                         |
| リバウンド王 | バトゥマニ・クリバリ | 大東文化大№34、1年              | OFF11REB DEF18REB 合計29REB | シラ・ソハナ・ファトージャ       | 白鷗大№20、4年         | OFF13REB DEF34REB 合計47REB |
| アシスト王   | 大倉颯太             | 東海大№11、3年                  | 15本                        | 赤木里帆                         | 東京医療保健大№2、4年  | 11本                        |
| 優秀選手     | 西田優大             | 東海大№19、4年                  |                             | 木村亜美                         | 東京医療保健大№12、3年 |                             |
| 優秀選手     | 佐土原遼             | 東海大№23、3年                  |                             | ジョシュ・アンフォノボ・テミトペ | 東京医療保健大№8、2年  |                             |
| 優秀選手     | 井上宗一郎           | 筑波大№75、3年                  |                             | シラ・ソハナ・ファトージャ       | 白鷗大№20、4年         |                             |
| 優秀選手     | 荒谷裕秀             | 白鷗大№23、4年                  |                             | 渡邊悠                           | 筑波大№23、4年         |                             |
| 優秀選手     | 飴谷由毅             | 大東文化大№2、4年               |                             | 吉田舞衣                         | 拓殖大№14、4年         |                             |
| 敢闘賞       | 山口颯斗             | 筑波大№27、4年                  |                             | 今村優花                         | 白鷗大№7、4年          |                             |
| MVP          | 大倉颯太             | 東海大№11、3年                  |                             | 赤木里帆                         | 東京医療保健大№2、4年  |                             |